# Hal Rogers
Harold Dallas Rogers (Barrier, Kentucky; 31 de diciembre de 1937) es un abogado y político estadounidense que se desempeña como representante de los Estados Unidos por el 5.º distrito congresional de Kentucky desde 1981. Es miembro del Partido Republicano y, desde la muerte del representante Don Young en 2022, decano de la Cámara de Representantes.

## Biografía

### Primeros años y educación
Nació en Barrier, Kentucky. Después de asistir a la Universidad del Oeste de Kentucky en Bowling Green, obtuvo una licenciatura en Artes y una licenciatura en Derecho en la Universidad de Kentucky. Sirvió en la Guardia Nacional del Ejército de Kentucky y en la Guardia Nacional de Ejército de Carolina del Norte.

### Carrera
Ejerció de manera privada la abogacía, y fue elegidos para servir como fiscal de distrito para los condados de Paluski y Rockcastle, en Kentucky, cargo que ocupó desde 1969 hasta su elección al Congreso en 1980.
Fue el candidato republicano a vicegobernador de Kentucky en 1979. Estaba en la boleta junto al exgobernador Louie B. Nunn. Perdió ante el candidato demócrata John Y. Brown Jr., con el 41 % frente al 59 %. Al año siguiente, ganó las elecciones al Congreso.

### Cámara de Representantes de los EE. UU.

#### Elecciones
En 1980, el entonces representante de los Estados Unidos por el 5.º distrito congresional de Kentucky, Tim Lee Carter, decidió retirarse. Rogers, ganó las primarias republicanas con el 23 % de los votos. Los candidatos que quedaron afuera, incluyen al candidato a gobernador en 1971, Tom Emberton. Ganó las elecciones generales con el 67 % de los votos. Ha ganado la reelección con al menos el 65 % de los votos desde ese entonces, excepto en 1992, cuando derrotó al senador estatal John Doug Hays por un margen de 10 puntos.

#### Mandato

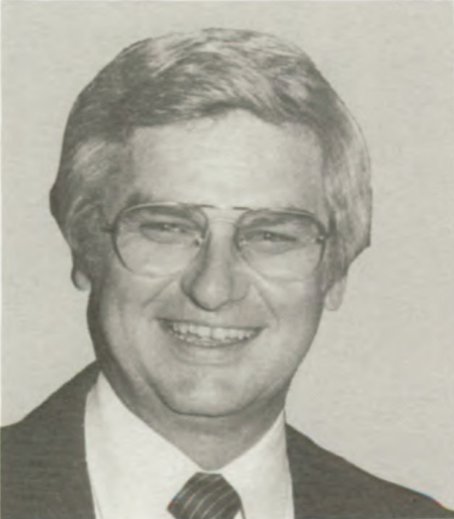
Rogers durante el 97.º Congreso.

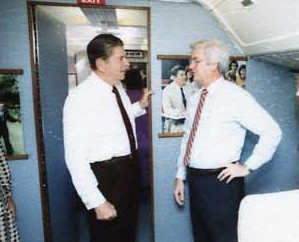
Rogers con el presidente Ronald Reagan.

Es el representante republicano por Kentucky con más años de servicio en un cargo federal. Se desempeñó como delegado en nueve Convenciones Nacionales Republicanas entre 1976 y 2008.
El Centro para el Desarrollo Rural, una organización sin fines de lucro establecida en Somerset, Kentucky, en marzo de 1996, fue idea de Rogers.
En 2001, la ciudad de Williamsburg, en Kentucky, nombró un nuevo parque acuático y una nueva instalación de golf en miniatura como Centro de Entretenimiento familiar Hal Rogers (en inglés: Hal Rogers Family Entertainment Center), como un agradecimiento por "el dinero federal que ha traído [Rogers] al condado de Whitley, la ciudad de Williamsburg, y los otros 40 condados que representa".
Acerca de la decisión de la Cámara de Representantes y el Senado de reforzar el Departamento de Comercio y apoyar las prioridades de la presidencia de Bill Clinton, este último comentó: "Felicito a los líderes del Congreso, al senador Ernest Hollings, al senador Pete Domenici, al representante Neal Smith, y al representante Harold Rogers, por su previsión y apoyo en la revitalización de este país a través de estos programas, es un paso espectacular para los Estados Unidos hacia un futuro económico sólido".
La biógrafa estatal de Kentucky, Amy Witherbee, comentó: "Los múltiples roles de Rogers en el Comité de Asignaciones han perfeccionado sus habilidades como negociador bipartidista, y su distrito económicamente desafiado a menudo lo impulsa a desviarse de las posturas conservadoras de línea dura. Aunque votó con su partido en contra de elevar los estándares ambientales en los vehículos utilitarios deportivos y en contra de una enmienda controvertida que habría prohibido la extracción de petróleo en el Refugio Nacional de Vida Silvestre del Ártico, Rogers ha sido el creador y principal defensor de grandes programas de limpieza y protección ambiental en todo el región de los Apalaches… [su] renuencia a involucrar al Gobierno federal en asuntos locales no lo ha impedido apoyar una multitud de programas de desarrollo económico destinados a crear nuevas bases de trabajo en áreas económicamente desfavorecidas, y particularmente en los Apalaches. En 1993, Rogers fue uno de los tres republicanos que votaron a favor del paquete de estímulo económico del entonces presidente Bill Clinton. En marzo de 2003, la capacidad de Rogers para resolver los enredos bipartidistas del Comité de Asignaciones le valió la presidencia del subcomité designado para controlar los fondos para el nuevo Departamento de Seguridad Nacional".
Rogers calificó un proyecto de ley para reducir los fondos para la aplicación de la ley como "el resultado del compromiso de esta nueva mayoría republicana de lograr un cambio real en la forma en que Washington gasta el dinero de la gente".
En 2011, Rogers votó a favor de la Ley de Autorización de Defensa Nacional para el año fiscal 2012, que incluía una disposición controvertida que permitía al Gobierno y al Ejército detener indefinidamente a ciudadanos estadounidenses y otras personas sin juicio.
En diciembre de 2017, Rogers votó a favor de la Ley de Empleos y Reducción de Impuestos de 2017.
Rogers, junto con todos los demás republicanos del Senado y la Cámara, votaron en contra de la Ley del Plan de Rescate Estadounidense de 2021.

#### Asignaciones de Comité[25]
- Comité de Asignaciones.

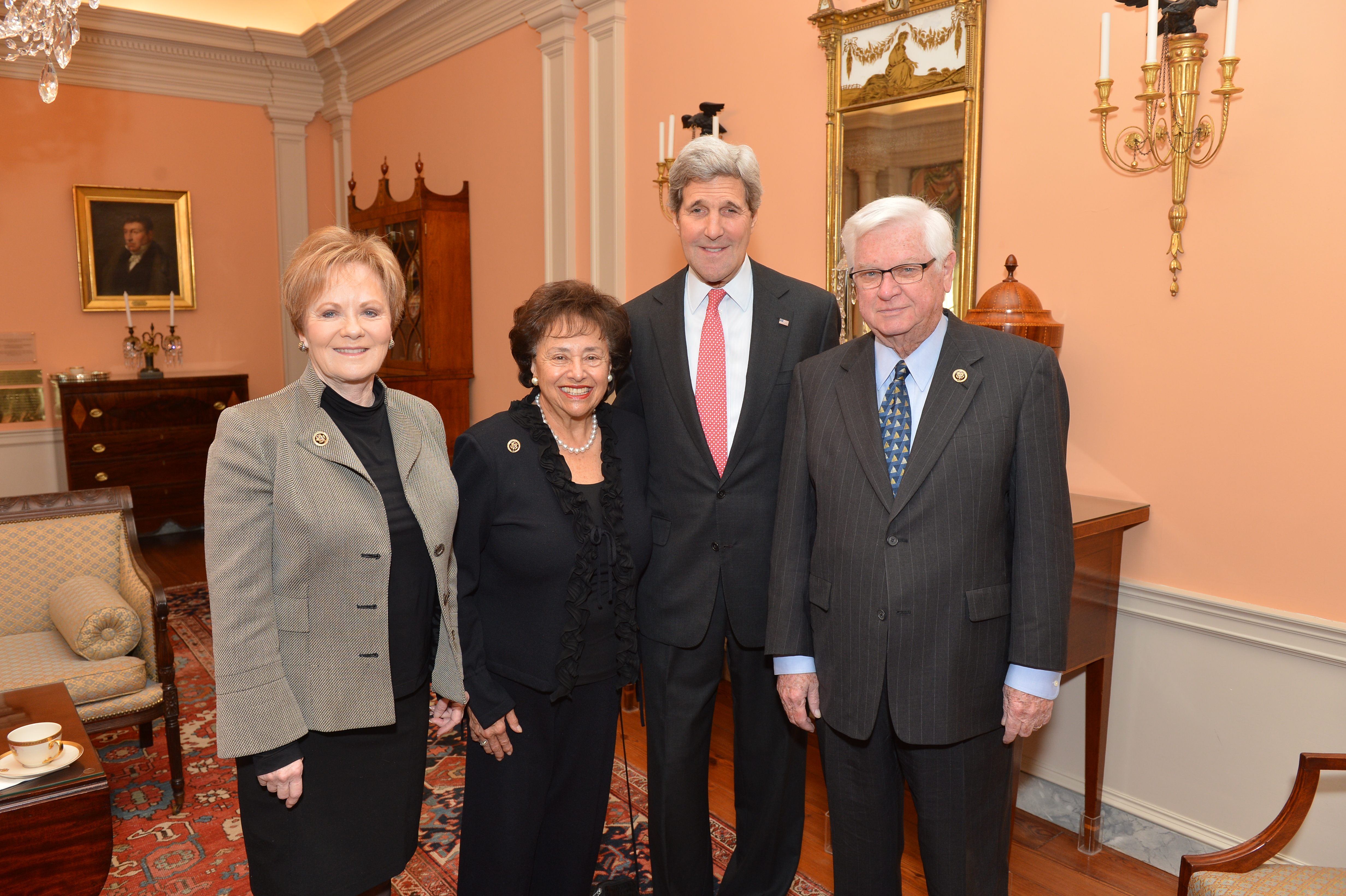
Rogers junto a John Kerry.

  - Subcomisión de Operaciones Estatales y Extranjeras (miembro de rango).
  - Subcomisión de Defensa.

#### Membresías del caucus
- Caucus del carbón del Congreso.
- Caucus del Congreso sobre abuso de medicamentos recetados (copresidente).
- Caucus de Conservación Internacional del Congreso de los Estados Unidos.[26]
- Caucus de deportistas.
- Caucus de la Autoridad del Valle de Tennessee.
- Comité Directivo Republicano de la Cámara.